# Présent (quotidien)
Pour les articles homonymes, voir Présent.
 (octobre 2015).
Si vous disposez d'ouvrages ou d'articles de référence ou si vous connaissez des sites web de qualité traitant du thème abordé ici, merci de compléter l'article en donnant les références utiles à sa vérifiabilité et en les liant à la section « Notes et références ».
 (juin 2025).
- Si vous ne connaissez pas le sujet, laissez ce bandeau (vous pouvez alors contacter les auteurs).
- Si vous supprimez le contenu mis en cause (vous pouvez préalablement contacter les auteurs),

argumentez précisément cette suppression dans la page de discussion
(un manque de référence n'est pas un argument ; une recherche réelle de référence doit avoir été effectuée, être formellement documentée).
Présent était un quotidien français du soir, disparu en 2022. Co-dirigé par l'ancien milicien François Brigneau, il a toujours été classé à l’extrême droite et était proche des catholiques traditionalistes.
Fondé en janvier 1982 à l'initiative du Centre Henri-et-André-Charlier et de Chrétienté-Solidarité, établissement et association catholiques proche des traditionalistes, il entendait être en opposition au système politique, culturel et social actuel. En proie à des problèmes financiers structurels depuis sa fondation, son dernier numéro est publié le 30 juin 2022.

## Historique

### Fondation
Le journal sous sa forme quotidienne est fondé par Bernard Antony dit Romain Marie (directeur général et gérant), Jean Madiran et François Brigneau (directeurs de la rédaction), Hugues Kéraly (rédacteur en chef) et Pierre Durand (directeur administratif), mais le titre existe depuis 1975 et est publié jusqu'en 1982 avec une périodicité variable (mensuelle) par les Comité d'action politique et sociale.

### «Nationalisme et catholicisme»
Le courant à la fois national-catholique du journal Présent est classé à l'extrême droite par des historiens et des politologues comme Jean-Yves Camus, Michel Winock ou Pierre Milza. Cette classification est de même utilisée par Laurent de Boissieu, journaliste politique à La Croix, sur son site personnel, et par l'Agence France-Presse (AFP).
Depuis sa création, Présent a toujours récusé la classification de quotidien d'« extrême droite », une appellation d'ailleurs systématiquement rejetée par les différents médias et organisations de ce courant de pensée et d'action.
Le journal revendique une inspiration « intégralement catholique », représentant dans la presse écrite le courant traditionaliste, proche des positions de la Fraternité sacerdotale Saint-Pie-X sans pour autant la suivre dans toute sa logique ; au plus fort de la crise lefebvriste, en 1988, Présent s'est refusé d'émettre un jugement au sujet du sacre de quatre évêques par Mgr Lefebvre à Écône[réf. nécessaire].
Aux plans politique et international, Présent se fait l'avocat des thèses du catholicisme traditionaliste : militant pour la culture de vie — et par là contre l'avortement — et une politique favorisant les familles nombreuses, partisan d'une politique intérieure plus répressive — retour à la peine de mort, plus grande lutte contre l'immigration islamique — comme remède aux « troubles sociaux », et, sur le plan international, à la fois souverainiste et souvent proche des positions américaines et russes, depuis l’élection d’Eltsine, puis de Poutine, Présent se montre depuis sa création un adversaire résolu du communisme, de l’islamisme et de la classe politique parlementaire française, accusée de « dilapider » l'héritage spirituel et moral de la France.
À l'origine Présent avait adopté un ton très polémique. Ainsi, dans son édition du 23 juin 1983, peut-on lire à propos de Robert Badinter, alors ministre de la Justice et artisan de l'abolition de la peine de mort, abolition à laquelle le journal s'était vivement opposé :

« Par héritage, il est pour le migrant contre le sédentaire. Pour le cosmopolite contre l'indigène. […] Pour le marginal contre la société qui rejeta longtemps les Badinter. Pour l'assassin contre l'assassiné. »

Trente-cinq ans plus tard, avec la mort de François Brigneau et de Jean Madiran, l’aspect polémique du quotidien est moins présent, tandis que la dimension, culturelle, littéraire s’est développée, et la collaboration de plusieurs correspondants étrangers (Amérique latine, États-Unis, Canada, Proche-Orient, Europe de l’Est, et Chine depuis mars 2019 ) a donné aux pages de politique internationale un poids plus grand.
Présent se réfère souvent aux figures de la contre-révolution et du nationalisme contre-révolutionnaire français : Louis de Bonald, Edmund Burke, Joseph de Maistre, le cardinal Pie, Mgr Freppel, notamment à l'occasion des célébrations de son centenaire, en 1889), Charles Maurras et son école de l'Action française, le maréchal Pétain, les partisans de l'Algérie française, les figures de la résistance anticommuniste à l’époque du rideau de fer, les martyrs chrétiens des églises d’Orient.
La politique soutenue par le journal se retrouve ainsi dans le mouvement de Révolution nationale lancée par le maréchal Pétain — dont l'œuvre restauratrice est explicitement glorifiée — en 1940, ou les régimes autoritaires du général Francisco Franco en Espagne ou celui de Salazar au Portugal, les gouvernements hongrois, tchèque, slovaque, polonais, italien, autrichien, brésilien, actuels.
Les amitiés littéraires de Présent, souvent fondées sur la fidélité à un combat d'idées ou une même vision de l'Histoire, émanent également d'une admiration pour l'œuvre d'écrivains de courants politiques différents mais dont Présent salue la rigueur d'analyse ou la profondeur religieuse : elles vont ainsi à des figures aussi différentes que Léon Bloy, Charles Péguy et Georges Bernanos, Robert Brasillach, Pierre Drieu la Rochelle, Jean de La Varende, Louis-Ferdinand Céline, Henri Béraud, ou plus récemment, Maurice G. Dantec, Jean Raspail, Denis Tillinac, Éric Zemmour, Michel Déon et Les Hussards (mouvement littéraire), Félicien Marceau…

### Présentet le FN
Par ailleurs, Présent se reconnaissait « proche » du Front national et de Jean-Marie Le Pen, sans toutefois en être l'émanation. Sous la forme d'un mensuel éponyme l'ayant précédé plusieurs années, il est par ailleurs antérieur à l'émergence de ce parti sur la scène politique française dans la première moitié des années 1980.
Les liens existent toutefois : Bernard Antony, cofondateur de Présent, a été, jusqu'aux années 2000, un cadre important du FN, Pierre Durand, autre cofondateur et directeur du journal (aujourd'hui décédé), a été l'un des fondateurs de ce parti, dont il fut, dès 1972, le premier trésorier national. De même, Georges-Paul Wagner (aujourd'hui décédé), contributeur régulier de Présent, a été député FN de 1986 à 1988.
Les différences d'appréciation entre le journal et cette formation politique sont cependant apparues au cours des deux dernières décennies, la plus flagrante ayant concerné leurs positions sur la guerre en Irak en 2003. En 1990 déjà, lors de la première guerre contre l'Irak, le journal défendait une ligne très anti-irakienne, à l'opposé de celle de Jean-Marie Le Pen. Elles peuvent cependant apparaître comme le reflet de la coexistence, au sein du FN de courants divers de la droite et de l'extrême droite françaises. Lors de la scission de Bruno Mégret en 1998, le journal a refusé de prendre parti, entraînant un appel au boycott de la part de Jean-Marie Le Pen.
La rédaction du journal se considère comme une composante parmi d'autres de ce qu'elle appelle le « mouvement national », chacune avec sa spécificité. L'expression de désaccords sur certains points n'empêchant pas une opposition commune au système politique, social et culturel actuel. Cette position est proche de celle de Radio Courtoisie et de TVLibertés concernant la notion de « droite plurielle ».
Dans la perspective de l'élection présidentielle de 2017, Présent a soutenu le Front national et adopté une ligne résolument favorable à Marine Le Pen, notamment lors des différends de celle-ci avec Jean-Marie Le Pen au printemps 2015.
Caroline Parmentier, ex-rédactrice en chef de Présent, rejoint l'équipe de campagne de Marine Le Pen pour l'élection présidentielle de 2022, étant chargée des relations avec les médias.

### Tournant éditorial (2014)
À la suite de la mort de Jean Madiran en 2013, et dans un contexte de difficultés financières très sérieuses, susceptibles d’entraîner un dépôt de bilan, la direction de Présent est sensiblement remaniée en mars 2014, causant notamment le départ de Yves Chiron, qui s'en explique dans sa lettre d'informations Aletheia et de Marie Piloquet. Jeanne Smits qui avait été nommée à la tête de la rédaction par Jean Madiran en 2007, et Olivier Figueras quittent définitivement la rédaction en invoquant un changement d'orientation du journal et en se référant à la clause de conscience des journalistes. Ils sont déboutés de cette demande par le conseil des prud’hommes de Paris. La cour d'appel de Paris infirme ces jugements le 14 janvier 2020 et leur accorde le bénéfice de la clause de conscience au motif principal que le journal, comme ils l'avaient « pressenti », accorde désormais son « soutien direct » à Marine Le Pen. Plusieurs autres rédacteurs et chroniqueurs, parmi lesquels Maroun Charbel et Rémi Fontaine — membre de l'équipe depuis la fondation du quotidien — disparaissent du jour au lendemain des colonnes du journal à partir du mois de mars. Rémi Fontaine reste salarié de Présent (mais sa rémunération a été pour partie prise en charge par l'assurance-maladie et prévoyance), jusqu’au 6 octobre 2017, date à laquelle il obtient la résiliation judiciaire de son contrat de travail, du fait d’une inaptitude à l’emploi liée au changement de direction selon lui, ce que ne dit nullement le jugement. Le journal a fait appel de cette décision.
Au printemps de 2015, une autre signature disparaît, celle de Catherine Robinson ; elle sera également par la suite déclarée inapte par la médecine du travail. Elle obtient la résiliation judiciaire de son contrat de travail par le juge départiteur en raison du fait qu'elle a été payée au-dessous du minimum hiérarchique de sa catégorie depuis 2010 (gérances Madiran puis Zita de Lussy et Jeanne Smits).
En mars 2015, Yves Brunaud, membre de l'équipe depuis la fondation du quotidien, quitte la rédaction en invoquant la clause de conscience des journalistes. Le journal est condamné en février 2019 , la prise d'acte d'Yves Brunaud en raison du regard plutôt positif porté par Présent sur l'action de Poutine étant considéré par le juge départiteur du conseil des prud'hommes de Paris comme un « changement de ligne » du journal, celui-ci ayant dans le passé toujours marqué son hostilité à l'URSS et au communisme.
Plusieurs autres journalistes et chroniqueurs démissionnent ou cessent leur collaboration au cours de cette période : Jacques Trémolet de Villers, Jean-Pierre Dickès, Véronique Lafargue, Nicolas Tandler. Mais la majorité de la rédaction actuelle y collaborait, ou l'avait fait par le passé, sous la direction de Jean Madiran : Chard, Alain Sanders, Caroline Parmentier, Samuel Martin, Francis Bergeron, Jean Cochet, Christian Daisug, Pierre Malpouge, Franck Deletraz, Françoise Monestier, Jean-Claude Rolinat…
À la mi-mars 2015, Jean-Pierre Blanchard, arrivé comme gérant un an plus tôt en même temps que Zita de Lussy, co-gérante, abandonne cette fonction à la suite de désaccords avec la rédaction. Son arrivée avait été annoncée à la une de Présent, et il y avait plusieurs fois exposé ses projets. Son départ ne fait pas l'objet d'une communication dans les colonnes du journal. En juin 2015, un groupe d'anciens journalistes adresse une « Lettre aux sociétaires et amis de Présent » pour poser une « question préalable » sur la légitimité de Raphaël Dubrule pour prendre les décisions qui ont « changé la nature et le destin du journal », en tant que représentant de l'Association Présent Militants qui possède 88 % du capital de la SARL Présent. Le 17 juin 2015, par une nouvelle assemblée générale, Raphaël Dubrule est nommé co-gérant de la SARL Présent en remplacement de Jean-Pierre Blanchard. En janvier 2016, le départ de Zita de Lussy comme cogérante est annoncé dans la presse professionnelle. Le 21 mars 2016, le site present.fr annonce la mort de Raphaël Dubrule, gérant et président de l'association Présent-Militants. Le 16 juin 2016, Zita de Lussy est remplacée dans ses fonctions de gérante lors de l'assemblée générale ordinaire par Thierry Verdier, maquettiste, et par la dessinatrice Françoise Pichard, dite Chard (qui devient également directrice de la publication).
Une nouvelle polémique se fait jour en juillet 2016 lorsque Francis Bergeron annonce dans le journal le changement de nom de l'association Présent-Militants, devenu le CLAP (Club des Lecteurs et Amis de Présent), et son entrée en fonctions comme président de cette entité qui possède environ 88 % des parts de la SARL Présent. Ayant repris son communiqué le 5 juillet, le Salon beige complète cette information par une interrogation sur les circonstances de ces changements le 6 juillet 2016, demandant notamment comment Francis Bergeron, non membre, a pu revendiquer ce poste sans conseil d'administration en bonne et due forme. Cette interrogation reste sans réponse. Par la suite, en 2018, la nouvelle équipe de Présent soutiendra que les membres de plein droit (Jeanne Smits, 5 voix sur une totalité de 22 à l'époque, ainsi qu'Yves Chiron, 1 voix, Olivier Figueras, 1 voix, Jean-Claude Absil, 1 voix, Rémi Fontaine, 1 voix, et plusieurs autres) sont considérés comme n'en faisant plus partie faute d'avoir payé leurs cotisations en 2014 – cotisations qui n'avaient pas été appelées.
En avril 2018, le changement de titre de Présent-Militants fait l'objet d'une publication au Journal Officiel : l'association porte désormais officiellement le nom « Le CLAP ». Le 30 mai 2018, Francis Bergeron devient à son tour gérant de la SARL, aux côtés de Françoise Pichard qui apparaît seule dans « l'ours » du journal comme gérante et directrice de la publication. Cette nouvelle fonction de Francis Bergeron n'est pas annoncée dans le journal. Mais dans le numéro daté du 14 janvier 2020 il signe un communiqué du CLAP avec Françoise Pichard avec la mention « cogérants ».
En juin 2018, Présent annonce des difficultés qui pourraient faire disparaître le journal, accusant une forte baisse de trésorerie et un déficit important du fait de la baisse de la subvention publique aux quotidiens à faibles ressources publicitaires, des difficultés de distribution postale, des surcoûts de la distribution en kiosques par Presstalis qui augmente la marge prélevée sur les ventes, et du poids des indemnités pour le licenciement de Rémi Fontaine prononcées fin 2017 (Rémi Fontaine ayant procédé à une saisie d'une fraction de la somme obtenue directement sur les comptes de Présent). On omet de signaler la forte baisse du nombre des abonnés, qui a chuté de plus de 25 % depuis 2014. Une campagne quotidienne d'appel au secours occupe tous les jours du mois deux pages du journal (Boulevard Voltaire, Paris Dépêches et Riposte laïque relayant l'appel aux dons). L'affaire Rémi Fontaine y est présentée comme contribuant largement aux difficultés du quotidien. Rémi Fontaine publie un droit de réponse où il fait remarquer que Présent a rejeté une possible conciliation aux prud'hommes ainsi que son offre de paiement échelonné des indemnités, la direction du journal ayant préféré diligenter un référé judiciaire dont la décision s'est avérée plus défavorable pour Présent que ladite offre. Davantage de précisions sont données dans un communiqué co-signé par Rémi Fontaine et Yves Brunaud  résumé par Le Monde, les problèmes de trésorerie, restant quant à eux d'actualité sur l'année suivante, notamment en raison d'une baisse accélérée du nombre des abonnés depuis le tournant éditorial de mars 2014, insuffisamment compensée par les ventes en kiosques qui elles aussi connaissent une diminution. La SARL Présent sollicite et obtient en août 2017 une procédure de sauvegarde de six mois, deux fois prorogée, qui vient à échéance en février 2020. Elle aboutit à une décision permettant à la SARL Présent d'échelonner ses dettes sur 10 ans. Un premier paiement de 5 % des sommes dues est prévu en janvier 2021 mais le journal obtient une nouveau délai d'un an en raison de la crise du COVID.
En novembre 2019, de nouvelles difficultés s'ajoutent pour sa survie car sont remises en cause les subventions de l’État au journal au titre de ses faibles ressources publicitaires. En janvier 2020, près de six ans après les faits, la cour d'appel de Paris accorde à Olivier Figueras et Jeanne Smits, deux journalistes faisant valoir respectivement plus de vingt-deux et vingt-six ans d'ancienneté, le droit de faire jouer leur clause de conscience et donc de quitter le quotidien tout en percevant leurs indemnités légales ainsi que l'ouverture de leurs droits aux indemnités de chômage en vertu d'un désaccord avec la ligne éditoriale. Cette double décision porte sur un total de 110 000 euros compris dans la dette échelonnée sur 10 ans dans le cadre du plan de sauvegarde. Présent s'est pourvu en cassation.
Dans cette affaire, Olivier Figueras et Jeanne Smits avaient proposé une négociation avant même de saisir la justice en 2014 ; ils avaient également accepté de participer à une médiation décidée en 2019 par le tribunal de commerce dans le cadre d'une procédure engagée par Présent en 2014 contre Jeanne Smits en sa qualité d'ancienne gérante, l'appelant en garantie des indemnités qui pourraient être prononcées en faveur des autres salariés ayant engagé des procédures prud'homales à la suite du tournant éditorial. La SARL Présent a fait le choix de ne pas donner suite à ces tentatives de règlement amiable. Elle a par la suite, à la fin de 2020, perdu son appel contre la décision du tribunal de commerce rejetant sa demande d'appel en garantie de Jeanne Smits, décision devenue définitive. Les 5 000 euros pour frais de justice accordés à Jeanne Smits par la cour d'appel ont été intégrés à leur tour dans la dette échelonnée sur dix ans.

## Condamnations
Entre 1985 et 1996, sous la direction de Jean Madiran, Présent a été poursuivi à plusieurs reprises pour des faits de diffamation ou d'incitation à la haine raciale.
Le 9 avril 1985, François Brigneau, alors directeur de Présent, ainsi que ses collaborateurs Rémi Fontaine, l’auteur de l’article diffamatoire en cause, et Hugues Kéraly sont condamnés, par la sixième chambre du tribunal de grande instance de Lyon, pour diffamation à l'encontre de trois chercheurs immunologistes lyonnais : le professeur Jean-Louis Touraine et les docteurs René François et Paul Dubois, qui avaient été accusés par Présent de se livrer à un « abominable » trafic de fœtus. Les trois prévenus sont condamnés à trois mille francs d'amende chacun, à verser solidairement cinq mille francs à chacune des trois parties civiles, à payer la parution d'extraits du jugement dans cinq journaux, et à faire paraître le texte intégral de leur condamnation dans Présent. Voir la relation contradictoire que font Francis Bergeron et Rémi Fontaine de ce procès dans une note à ce sujet.
Le 31 janvier 1990, Pierre Durand, directeur de Présent, et son collaborateur Alain Sanders, sont condamnés par la première chambre du tribunal civil de Paris à cinquante mille francs de dommages-intérêts, aux dépens et à la publication du jugement, pour « diffamation » envers Olivier Biffaud, journaliste au Monde. Sous le titre « Olivier Biffaud car il ment deux fois », Alain Sanders avait qualifié Olivier Biffaud « de sorte de sous-Rollat du pauvre […], de militant aigri, d'ex-trotskard (ou assimilé), reconverti dans le rapport flicard façon Plenel ». Le tribunal a estimé qu'il s'agissait là d'« accusations graves » portées contre Olivier Biffaud, « dont la probité et l'impartialité sont, dans l'article attaqué, sous un titre d'un mauvais goût particulièrement détestable, bassement mis en cause en des termes dont le caractère exempt de prudence et de mesure non seulement est exclusif de bonne foi, mais encore accroît le préjudice subi […] ».
Le 2 mai de la même année, Pierre Durand, directeur de Présent, est condamné à huit mille francs d'amende pour « diffamation raciale », à la suite d'un article de Jean-Yves Le Gallou. Celui-ci avait affirmé que « les jeunes beurs » bénéficient de « l'impunité lorsqu'ils voyagent gratuitement dans les transports en commun, lorsqu'ils font des bras d'honneur aux policiers, […] lorsqu'ils attaquent les mairies, les commissariats […], impunité parce que les lois antiracistes et l'application qui en est faite leur donnent des privilèges. » Pierre Durand a également été condamné à payer cinq mille francs de dommages-intérêts au MRAP, et à payer la publication du jugement dans deux journaux. Jean-Yves Le Gallou a été condamné aux mêmes peines. Ce jugement sera néanmoins infirmé par la cour d'appel de Paris (11e chambre, 30 janvier 1991). Le MRAP conteste le jugement mais la chambre criminelle de la Cour de cassation en 1993 le confirme.
Le 13 mai 1993, la 11e chambre de la cour d'appel de Paris infirme un arrêt de relaxe précédent (XVIIe siècle chambre du tribunal correctionnel de Paris, 30 octobre 1992) et condamne le quotidien, en la personne de son directeur de publication, Pierre Durand, à 20 000 francs d'amende, et au versement, à chacune des parties civiles (LICRA et MRAP), de 10 000 francs de dommages-intérêts et 5 000 francs au titre de l'article 475-1 du Code pénal. Le journal est reconnu coupable de « provocation à la haine raciale » à la suite de la publication d'un entretien avec Jean-Marie Le Pen, le 18 août 1989, dans lequel il parlait notamment de « prédateurs arabes ». Dans la même affaire, le Parlement européen s'était opposé à une levée de l'immunité parlementaire de Jean-Marie Le Pen, en arguant du « caractère imparfait et imprécis » de la requête qui lui était présentée.
En mai 1996, la cour d'appel de Paris condamne Présent à verser vingt mille francs de dommages et intérêts à Patrick Gaubert, ancien conseiller de Charles Pasqua, pour diffamation. Présent avait écrit qu'un militant d'extrême droite mort par accident avait été « gaubertisé ».

## Caractéristiques techniques
Présent était diffusé par abonnement postal, mais également en kiosque (depuis le 17 mai 1989) et, depuis mars 2004, par abonnement sur Internet.
Présent paraît cinq fois par semaine, du lundi au vendredi (Paris) ou du mardi au samedi (en dehors de l'Île-de-France). Les numéros imprimés en début d'après-midi sont toujours datés du lendemain, selon un usage propre aux quotidiens vespéraux que Le Monde et lui sont, en 2013, les seuls à maintenir.
Le format du quotidien est approximativement A3 (297 × 420 mm) ou tabloïd et sa pagination de huit pages pour les quatre premiers numéros de la semaine, et de seize pages pour le numéro daté du samedi, à la suite d'un important changement de maquette intervenu en septembre 2017.
Le quotidien vit des apports financiers de ses lecteurs (principalement les abonnements) et de la subvention publique aux quotidiens à faibles ressources publicitaires : il ne proscrit pas la publicité mais de fait en publie peu. En 1997, le journal est exclu de l'aide réservée aux journaux à faibles ressources publicitaires du fait d'un prix de vente au-dessus de 130 % du prix moyen des quotidiens nationaux, du fait d'une interprétation défavorable par l'État des conditions d'attribution. Cette aide est rétablie en 2009 à la suite d'une baisse du prix de vente en kiosques.

## Direction
- 1981-1982 : Romain Marie
- 1983-1994 : Pierre Durand
- 1981-1985 : Jean Madiran et François Brigneau, directeurs de la rédaction
- 1985-1994 : Jean Madiran, directeur de la rédaction
- 1994-2000 : Jean Madiran, gérant et directeur de la rédaction ; Zita de Lussy, co-gérant
- 2000-2006 : Jean Madiran, directeur de la rédaction ; Jeanne Smits et Zita de Lussy, co-gérants
- 2007-mars 2014 : Jeanne Smits, gérant et directeur de la rédaction ; Jean Madiran (mort en 2013), directeur émérite
- mars 2014-mars 2015 : Jean-Pierre Blanchard[15], gérant ; Zita de Lussy, co-gérant ; Francis Bergeron, directeur de la rédaction
- juin 2015-2016 : Raphaël Dubrule, gérant ; Zita de Lussy, co-gérant
- 2016-2022 : Françoise Pichard, gérante et directeur de la publication ; Thierry Verdier, gérant (remplacé à partir de 2018 par Francis Bergeron)